# 水下聽音器
水下聽音器，簡稱水聽器（直译：water + sound   ）是一種設計於水面以下錄音或聽音的麥克風。 大多數水聽器的原理是利用壓電換能器，感受到壓力變化（例如聲波）時會產生電位變化。
水聽器的設計是針對水的水的声阻抗，因此雖然也能用於檢測空氣傳播的聲音，但不靈敏。水的密度比空氣大，聲音在水中的傳播速度是空氣中的 4.3 倍，而水中的聲波所產生的壓力是空氣中等幅波所產生的壓力的 60 倍。而一般麥克風也可以埋進地下或放在防水容器而浸入水中，但由於聲阻抗的配置並未針對水而調整，效果很差。

## 历史

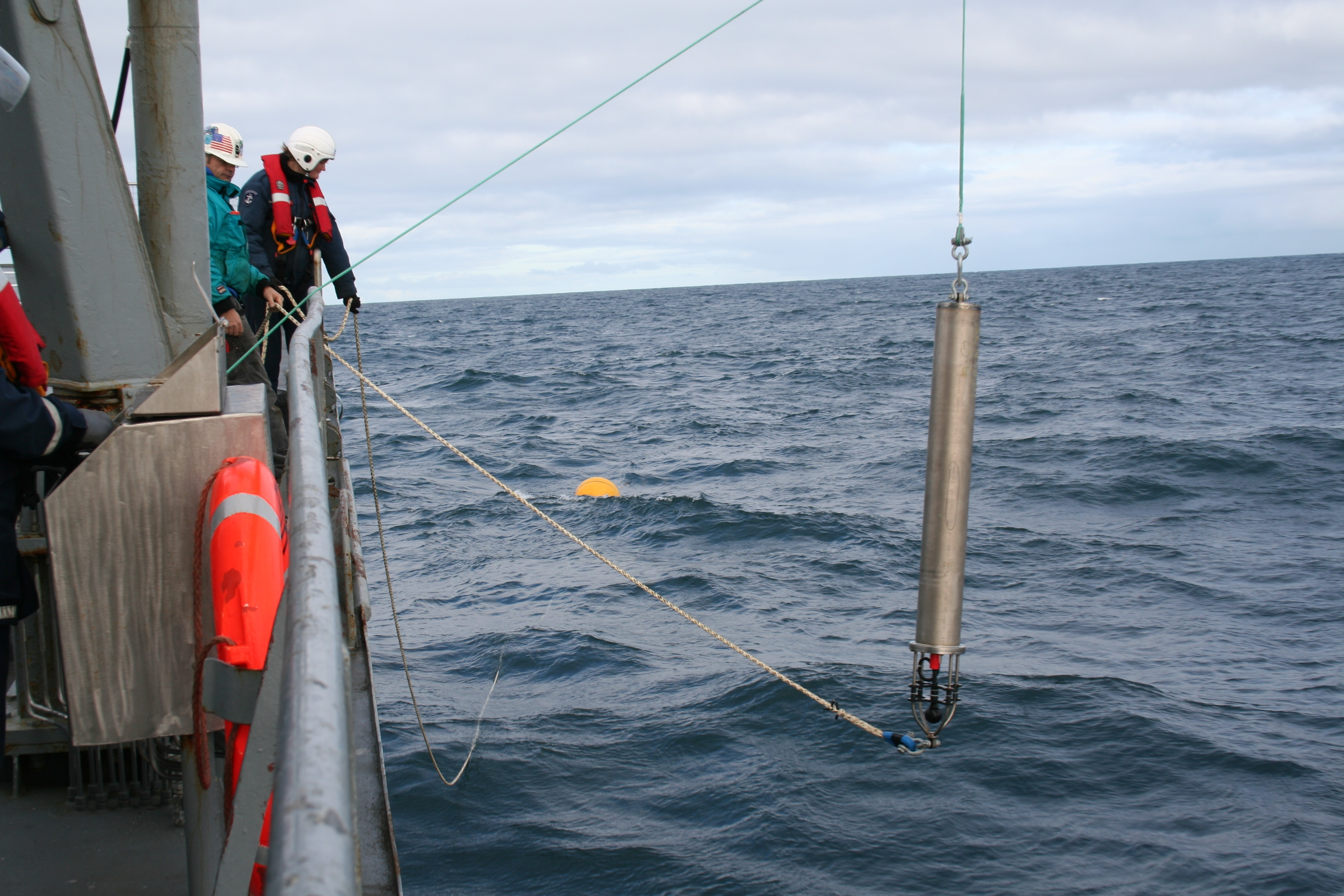
正在放入北大西洋的水听器

第一個水聽器由一根帶有薄膜的管子組成，薄膜蓋在管子的一端，浸入水裡；使用者將耳朵靠在管子的另一端傾聽聲音。 水下聽音器的設計必須考慮水的聲阻抗是空氣的3750倍；因此，相同強度的波在空氣中施加的壓力，在水中增加了 3750 倍。 美國潛艇信號公司（American Submarine Signaling Company）開發了一種水聽器來偵測燈塔和燈船上響起的水下鐘聲。 外殼是厚重的空心黃銅圓盤，直徑為 35 厘米（14 英寸）。一面有一個 1 毫米（0.039 英寸）厚的黃銅振膜，經由短黃銅棒連接到碳麥克風。 

### 第一次世界大戰
戰爭初期，法國總統雷蒙·普恩加萊 (Raymond Poincaré) 提供經費，由保羅·朗之萬 (Paul Langevin) 研究以音波脈衝回聲定位潛艇的方法。藉由真空管放大器增加信號的功率，開發了一種壓電水聽器； 壓電材料的高聲阻抗使其適合在水中作為換能器。 相同的壓電板可以通過電振盪器振動，以產生聲音脈衝。
第一艘被早期的水下聽音器發現並擊沉的潛艇是德國潛艇 UC-3。1916年4月23日，UC-3 被反潛拖網漁船 Cheerio 發現，當時 Cheerio 位於 UC-3 正上方，UC- 3隨後被拖網漁船拖曳的鋼網抓住，在水下大爆炸後沉沒。  

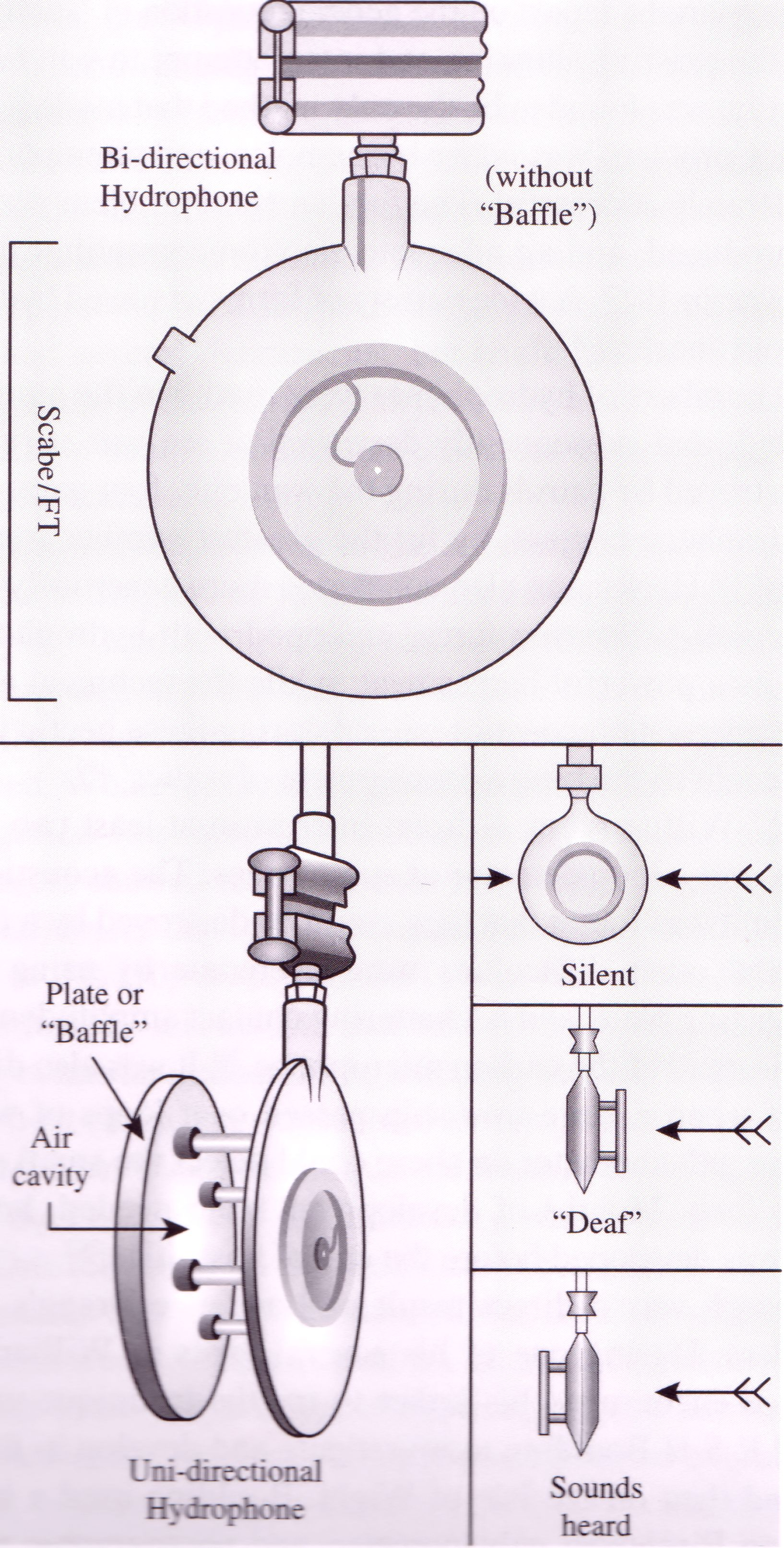
使用挡板的水听器和定向水听器。

開戰後經過相當一段時間，英國海軍部才開始組織科學家討論對抗德國 U艇。澳大利亞物理學家威廉·亨利·布拉格和紐西蘭物理學家歐內斯特·盧瑟福爵士也參與其中，科學家們建議使用水聽器監聽潛艇。盧瑟福的研究得到了水聽器專利，布拉格則於 1916 年 7 月開始領導水下聽音器研究。
科學家們設定了兩個目標：一、開發水聽器，就算裝配水聽器的船隻會產生噪音干擾，但仍能聽到潛艇的聲音；二：開發可以找出潛艇方位的水聽器。 東倫敦學院發明了雙向水聽器。 他們在圓柱形外殼中的振膜兩側，各安裝了一個麥克風；從兩個麥克風聽到的聲音強度相同時，就找到了聲源的方向。 
Bragg 的實驗室則是在振膜的一側前方安裝一個擋板，從而能進行定向。 幾個月後才發現有效的擋板必須包含一層空氣。。  1918 年，英國皇家海軍航空隊從事反潛戰的飛艇試驗了尾隨浸入式水聽器。 布拉格從一艘被俘獲的德國 U 艇上測試了一個水聽器，發現它不如英國型式。 
從第一次世界大戰後期到1920 年代初期主動聲納出現，水聽器是潛艇在水下探測目標的唯一方法。它們今天仍然有用。

## 定向水聽器
單一圓柱形陶瓷換能器，可以實現近乎完美的全向接收。 定向水聽器使用兩種基本技術提高一個方向的靈敏度：

### 聚焦换能器
使用帶有碟形或圓錐形聲音反射器的單一換能器聚焦信號，類似於反射望遠鏡。 這種類型的水聽器可以由低成本的全向型水聽器製造而成，但反射器會阻礙其在水中的移動。或者也可以在水聽器周圍以球體進行定向，消除了圓錐形元件產生的干擾，水下聽音器就可以在水中移動。

### 陣列
多個水聽器排列成陣列，將所需要方向的信號加成，並減去其他方向的信號。可以使用波束形成器来控制阵列。最常见的是將水听器排列成“线阵列”， 但視所欲測量的目標而定，可能有許多不同的安排，例如，測量船隊的螺旋槳噪音，就需要複雜的陣列系統。
SOSUS水听器铺设在海床上，以海底電纜連接。从 1950 年代开始，美国海军使用SOSUS追蹤踪冷战期间苏联潜艇沿格陵兰岛、冰岛和英国（GIUK缺口）的移動。 这些設備清楚地紀錄極低頻次声波，包括許多尚不明瞭的海洋聲音。